# Emil Koefoed
Henning Emil Koefoed (født 9. juli 1858 i Skanderborg, død 18. maj 1937 i København) var en dansk kemiker og farmaceut, bror til Carl Andreas Koefoed. 
Koefoed tog 1880 farmaceutisk eksamen og 4 år senere magisterkonferens i kemi. 1882—92 var han assistent ved den Polytekniske Læreanstalts kemiske laboratorium og fra 1891 tillige docent i kemi for de farmaceutiske studerende. Efter oprettelsen af den Farmaceutiske Læreanstalt 1892 blev Koefoed ansat som docent i kemi ved denne. I 1887 fik han universitets guldmedalje for en opgave af historisk art, vedrørende undersøgelserne om kulstofatomets tetravalens, og 1891 fik han det Classenske Legat for en prisopgave om smørrets fedtsyrer. I 1894 tog han doktorgraden, og november 1895 udnævntes han til direktør for den Farmaceutiske Læreanstalt. 
I 1902 blev Koefoed professor i kemi ved læreanstalten. Fra 1907 var han Justitsministeriets konsulent i medicinalsager og blev derefter fra 1909 tilforordnet ved den nye Sundhedsstyrelse. Fra 1908 var han medlem af Medicinalkommissionen. Foruden afhandlinger, offentliggjort i Videnskabernes Selskabs Skrifter, har Koefoed udgivet: Lærebog i organisk Kemi (1898), Mindre Lærebog i den kvalitative organiske Analyse (sammen med Schjerning, 1891), Vejledning i den kvantitative Analyse (1893), Om nogle Nitroso-Platinammoniakforbindelser (doktordisputats) (1894). Koefoed var 1883—91 en meget søgt manuduktør og senere anerkendt som en fremragende lærer. 
Koefoed blev Ridder af Dannebrogordenen 1915, Dannebrogsmand 1922 og Kommandør af 2. grad 1930.
Han er begravet på Hellerup Kirkegård.

### Fodnoter
1. ↑  Koefoed, Emil i Register til Kraks Blå Bog 1910-1988